# Isoperla gravitans
Isoperla gravitans är en bäcksländeart som först beskrevs av James George Needham och Peter Walter Claassen 1925.  Isoperla gravitans ingår i släktet Isoperla och familjen rovbäcksländor. Inga underarter finns listade i Catalogue of Life.